# William Lubtchansky
William Lubtchansky (26. října 1937 – 4. května 2010) byl francouzský kameraman.

## Život
Narodil se v Paříži do polské židovské rodiny. Jeho starším bratrem byl režisér Jean-Claude Lubtchansky.
Studoval na École nationale supérieure Louis-Lumière v Paříži a svou kariéru zahájil jako asistent kameramana Willyho Kuranta při natáčení filmů Agnès Vardy a Jean-Luca Godarda (s nímž poté pracoval i samostatně). Později se podílel například na filmech Philippa Garrela, Otara Ioselianiho, Nadine Trintignant, Françoise Truffauta a Jacquese Rivetta, s nímž spolupracoval od sedmdesátých let až do své smrti (jeho poslední film, 36 pohledů z vrcholu Saint-Loup, natočil ve spolupráci se svou dcerou). Celkem natočil více než sto filmů. Za svou práci na Garrelových Pravidelných milencích získal cenu za mimořádný technický přínos na Benátském filmovém festivalu a byl nominován na Césara pro nejlepší kameru.
Jeho manželkou byla filmová stříhačka Nicole Lubtchansky, s níž měl dvě dcery: kameramanku Irinu a archeoložku Natachu. Zemřel na srdeční onemocnění ve věku 72 let.

## Filmografie (výběr)
- Bytosti (1966)
- Elsa la rose (1966)
- Un film comme les autres (1968)
- Tohle se stává jen druhým (1971)
- Le sauveur (1971)
- L'an 01 (1973)
- Défense de savoir (1973)
- Numéro deux (1975)
- Noroît (1976)
- Ici et ailleurs (1976)
- Duelle (une quarantaine) (1976)
- Daguerreotypes (1978)
- La mémoire courte (1979)
- Zachraň si, kdo můžeš (život) (1980)
- Premier voyage (1980)
- Žena od vedle (1981)
- Merry-Go-Round (1981)
- Severní most (1981)
- Neige (1981)
- Bulvár vrahů (1982)
- L'amour par terre (1984)
- Příští léto (1985)
- Mahabharata (1989)
- Nová vlna (1990)
- Malý kriminálník (1990)
- Krásná hašteřilka (1991)
- Krásná hašteřilka – Divertimento (1992)
- Antigona (1992)
- La chasse aux papillons (1992)
- Jeanne la Pucelle I – Les batailles (1994)
- Jeanne la Pucelle II – Les prisons (1994)
- Brigands, chapitre VII (1996)
- Secret défense (1998)
- Sicilia! (1999)
- Sbohem, můj sladký domove (1999)
- Rozvrat (1999)
- Kdo ví (2001)
- Ráno v Benátkách (2002)
- Příběh Marie a Juliena (2003)
- Pravidelní milenci (2005)
- Podzimní zahrady (2006)
- Nesahejte na sekeru (Vévodkyně z Langeais) (2007)
- Hranice úsvitu (2008)
- 36 pohledů z vrcholu Saint-Loup (2009)